# Милан Богуновић
Милан Богуновић „Пепи“ (Сомбор, 7. јун 1951 – Панчево, 25. јануар 2024) био је српски глумац.

## Животопис
Рођен је у Сомбору, 7. јуна 1951. Завршио је у Средњу глумачку школу у Новом Саду. Провео је осам година у ансамблу Народног позоришта у Сомбору. Глумом се почео бавити седамдесетих година XX вијека. Био је добитник Стеријине награде за глумачко остварење у представи Швабица 1980. године. Најпознатији је по улози Слободана Пенезића Крцуна у серији Последњи чин (1982). Био је један од оснивача панчевачке позориште групе “Канделабр” која је функционисала у оквиру Центра за културу “Олга Петров” (Културни центар Панчева). Умро је у Панчеву, 25. јануара 2024. године. Сахрањен је 27. јануара 2024, у 14 сати, на Католичком гробљу у Панчеву.

## Улоге
| Год.       | Назив                                          | Улога                              |
| ---------- | ---------------------------------------------- | ---------------------------------- |
| 1970.-те   |                                                |                                    |
| 1977.      | Женидба и удадба (ТВ)                          |                                    |
| 1979.      | Књига другова (ТВ)                             | Јован Поповић                      |
| 1980.-те   |                                                |                                    |
| 1981.      | Песничке ведрине (серија)                      | Јован Поповић                      |
| 1981.      | Светозар Марковић (серија)                     |                                    |
| 1982.      | Последњи чин (серија)                          | Слободан Пенезић Крцун             |
| 1982.      | Шпанац                                         |                                    |
| 1982.      | Странствовање (ТВ)                             |                                    |
| 1986.      | Развод на одређено време                       |                                    |
| 1987.      | Место сусрета Београд (ТВ)                     | Инжењер Јован Николић, геометар    |
| 1988.      | Сентиментална прича (ТВ)                       | Петар                              |
| 1987-1988. | Вук Караџић (серија)                           | кнез Пејо                          |
| 1987-1988. | Бољи живот (серија)                            | рецепционер                        |
| 1988.      | Четрдесет осма — Завера и издаја (мини-серија) | Бркати говорник на Рејонском збору |
| 1990.-те   |                                                |                                    |
| 1990.      | Народни посланик (ТВ)                          | Спира, Јевремов пашеног            |
| 1991.      | Вера Хофманова (ТВ)                            | Млади отац                         |
| 1993.      | Коцкар (ТВ)                                    | Алексеј Иванович                   |
| 1998.      | Судбина једног разума (ТВ)                     |                                    |